# Malawa (Przemyśl)
Pour les articles homonymes, voir Malawa.
Malawa est une localité polonaise de la gmina de Bircza, située dans le powiat de Przemyśl en voïvodie des Basses-Carpates. 